# Автомагістраль А52 (Франція)
Автомагістраль A52 становить 25,3 км автостради в департаменті Буш-дю-Рон на південному сході Франції. Дорога з’єднує автомагістраль A8 з автотрасою A50 і проходить від розв’язки 1 км на схід від Péage de La Barque на A8 до міста Aubagne, де він зустрічається з A50. Це платна дорога, за винятком дуже південної ділянки на південь від Péage du Pont d'Etoile, і експлуатується компанією ESCOTA. Інформацію про дорожній рух на дорозі охоплює Radio Vinci Autoroutes (FM107.7). Вона має суміш смуг 2x2 і 2x3, з нещодавніми будівельними роботами з розширення деяких ділянок смуг 2x2 (2018).
A52 фактично забезпечує об'їзд міста Марсель, дозволяючи тим, хто подорожує між Тулоном / Йєром та Екс-ан-Провансом та Ліоном, уникати подорожі через місто.
Під час подорожі на південь від Екс-ан-Прованс до Тулона потрібно з’їхати на виїзд після Péage du Pont d'Etoile, щоб залишитися на A52. Ця аномалія є результатом історії будівництва автомагістралі.

## Історія A52
У 1962 році автомагістраль під назвою A52 була побудована між Марселем і Орйолем, щоб забезпечити швидке сполучення частини шляху між Марселем і Ніццою. Південна ділянка нинішньої дороги, тоді відома як Східна автомагістраль, була побудована та позначена як A52 у 1963 році, початкова ділянка згодом буде відома як західний кінець автомагістралі A50 та A501. Ділянку A50 між Марселем і нинішньою A501 було продовжено на схід, щоб з’єднатися з новою A52 і далі поетапно до Тулона до 1975 року. Згодом була побудована північна ділянка автомагістралі A52, яка з’єднується з автомагістраллю A8, створюючи сполучення між Марселем і Ніццою з одного боку та між Екс-ан-Провансом і Тулоном з іншого.
На автомагістралі A8 у Сен-Максимен-ла-Сент-Бом був побудований з’їзд, щоб продовжити те, що зараз є A520 від Оріоля до A8, і з’єднати Марсель з A8 у напрямку Ніцци більш прямою автострадою. Від цієї ідеї врешті-решт відмовилися на користь серії розробок D560 і з огляду на будівництво автомагістралі A57, яка забезпечує подібне сполучення, хоча й через Тулон.
Оригінальна A52 була остаточно перенумерована в 1982 році з чотирма різними позначеннями, лише ділянка між північчю Обань і Рокевер зберегла свій початковий номер: A50 між Марселем і Обань, A501 на північний захід від Обань і A520 (спочатку A53, потім A521). до Auriol на виїзді на D560.